# Filip (priimek)
Filip je priimek v Sloveniji, ki ga je po podatkih Statističnega urada Republike Slovenije 1. januarja 2022 uporabljalo 126 oseb in je med vsemi priimki po pogostosti uporabe uvrščen na 3.574. mesto. Največ oseb s tem priimkom, 30, živi v Koroški statistični regiji.

## Znani slovenski nosilci priimka
- Ada Filip Slivnik, diplomatka
- Branko Filip (* 1975), kolesar
- Luka Filip, smučarski skakalec
- Simona Prosič Filip, prva slovenska evangeličanska duhovnica

## Znani tuji nosilci priimka
- Michal Filip, slovaški pesnik, prevajalec iz slovenščine
- Miroslav Filip (1928–2009), češki šahovski velemojster